# William F. Buckley Jr.
William Frank Buckley Jr., född 24 november 1925 i New York, död 27 februari 2008 i Stamford, Connecticut, var en amerikansk journalist och författare.

## Tidigt liv, studier och CIA
William F. Buckley föddes i New York men växte upp i Frankrike, England och på familjens gård i Sharon i Connecticut. Han gick på den privata internatskolan Millbrook School i Dutchess County i New York.
Buckley tog examen vid Universidad Nacional Autónoma de México i Mexico City 1943 och Buckley erhöll därefter officersfullmakt genom OCS i USA:s armé, i vilken han tjänstgjorde under andra världskrigets återstående två år i kontinentala USA.
Han tog examen från Yale University 1950 och klev direkt in i medias strålkastarljus när han året därpå författade sin mest kända bok God and Man at Yale som beskriver den aggressiva sekulariseringsprocessen vid Yale. Buckley arbetade 1951 för CIA i Mexiko under E. Howard Hunt. Enligt Buckley fick han först efter tre månaders vistelse i Mexico City formell tillåtelse att berätta för hustrun varför de hade flyttat till den mexikanska huvudstaden.

## Karriär

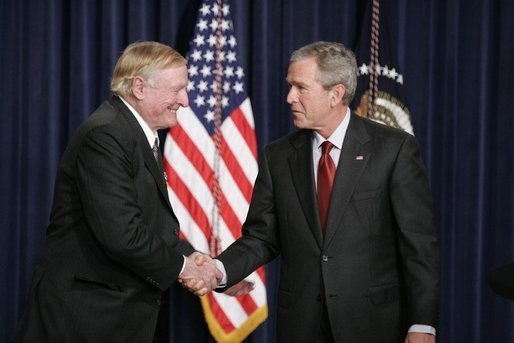
Buckley skakar hand med George W. Bush år 2005.

De två följande åren var han redaktör för The American Mercury, en tidskrift han lämnade när han uppfattade en antisemitisk tendens där. Han grundade 1955 National Review som snabbt blev den ledande konservativa tidskriften i USA. Höjdpunkten för Buckleys och tidskriftens politiska inflytande var Ronald Reagans seger i presidentvalet i USA 1980. Tidskriftens grundande innebar en början på den moderna amerikanska konservativa rörelse som omfattar ett brett nätverk av tankesmedjor, forskningsinstitutioner och andra organisationer. Ur detta nätverk växer nya politiker fram som för ideologin vidare. Buckley bidrog till en modernisering av den konservativa ideologin i USA och som följd kunde de konservativa successivt ta över makten i Republikanska partiet från den moderata falangen. Han bannlyste antisemiter och anhängare av John Birch Society från sin tidskrift, medan han försvarade Joseph McCarthy på 1950-talet och Sydstaternas rassegregationspolitik på 1960-talet. Han ändrade senare åsikt i rasfrågan.

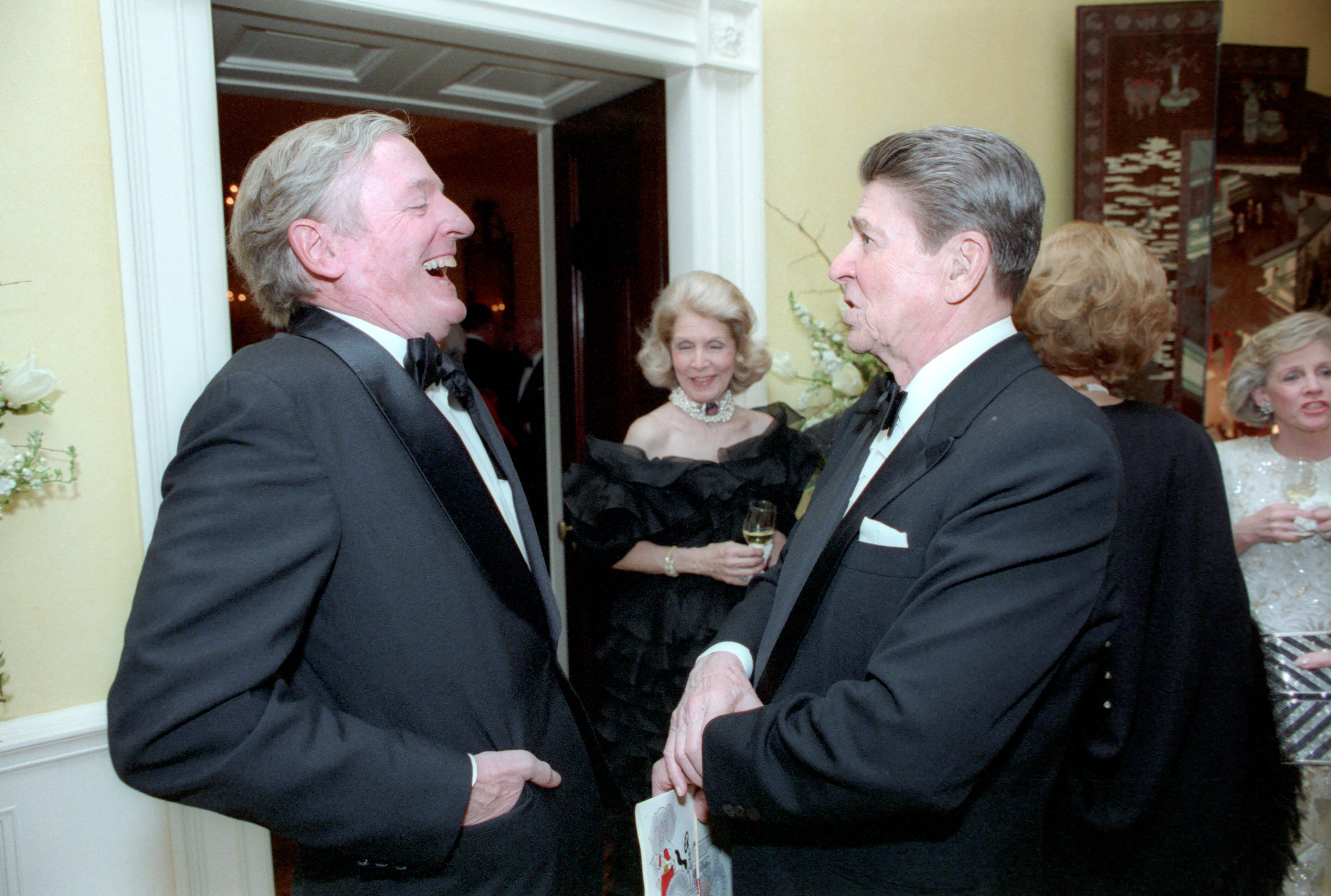
Buckley firar Ronald Reagans födelsedag år 1986.

I början av 1960-talet var Buckley med om att grunda Young Americans for Freedom, ett konservativt ungdomsförbund som blev motorn i Barry Goldwaters primärvalskampanj mot Nelson Rockefeller inför presidentvalet i USA 1964.
År 1965 ställde Buckley upp som kandidat av Conservative Party of New York till posten som New Yorks borgmästare. Kandidaturen var högst symbolisk, då partiet inte hade någon möjlighet att vinna, trots detta fick Buckley cirka tretton procent av rösterna.
Året därpå fick Buckley ett eget debattprogram på PBS, Firing Line, där han blev känd för sin humor och kvicktänkthet. Buckley övervägde att ställa upp på nytt som kandidat av Conservative Party of New York i 1970 års kongressval, den gången gällde det USA:s senat. Brodern James L. Buckley, som hade varit kampanjchef för Buckleys borgmästarkampanj, kandiderade istället och besegrade sittande senatorn Charles Goodell, en liberal republikan som stod Rockefeller nära.
William F. Buckley, Jr. skrev dussintals böcker, både skönlitterära och vetenskapliga varav flera är bestsellers. Han skrev böckerna i byn Rougemont utanför Gstaad i Schweiz. 1991 hedrades han med the Presidential Medal of Freedom av George H. W. Bush.

### Romaner och berättelser
- Blackford Oakes-romanserien

1. Saving The Queen (1976)
2. Stained Glass (1979)
3. Who's On First (1980)
4. Marco Polo, If You Can (1982)
5. Story of Henri Tod (1984)
6. See You Later Alligator (1985)
7. High Jinx (1986)
8. Mongoose R.I.P. (1987)
9. Tucker's Last Stand (1990)
10. A Very Private Plot (1994)
11. Last Call for Blackford Oakes (2005)

- The Temptation of Wilfred Malachey (Goblin Tales) (barnbok, 1985)
- Brothers No More (1995)
- The Redhunter: A Novel Based on the Life of Senator Joe McCarthy (1999)
- Spytime: The Undoing of James Jesus Angleton (2001)
- Elvis in the Morning (2001)
- Nuremberg: The Reckoning (2002)
- Getting It Right (2003)
- The Rake: A Novel (2007)

### Politiska pamfletter, essäer, memoarer
- God and Man at Yale (1951)
- McCarthy and His Enemies: The Record and its Meaning; ett försvar av Joseph McCarthy tillsammans med L. Brent Bozell, Jr. (1954)
- Up From Liberalism (1961)
- The Committee and Its Critics: A Calm Review of the House Committee on Un-American Activities (1962)
- Rumbles Left and Right: A Book about Troubling People and Ideas (1963)
- Dialogues in Americanism (1964)
- The Unmaking of a Mayor (1966)
- The Governor Listeth: A Book of Inspired Political Revelations (1970)
- Cruising Speed: A Documentary (1971)
- Inveighing We Will Go (1972)
- Four Reforms: A Guide to the Seventies (1973)
- United Nations Journal: A Delegates Odyssey (1974)
- Execution Eve and Other Contemporary Ballads (1975)
- Hymnal: The Controversial Arts (1978)
- Atlantic High: A Celebration (1982)
- Overdrive: A Personal Documentary (1983)
- Airborne: A Sentimental Journey (1984)
- Right Reason: A Collection (1985)
- Racing Through Paradise: A Pacific Passage (1987)
- Big Game Hunting in Central Africa (1988)
- On the Firing Line: The Public Life of Our Public Figures (1989)
- Gratitude: Reflections on What We Owe to Our Country (1990)
- WindFall: The End of the Affair (1992)
- In Search of Anti-Semitism (1992)
- Happy Days Were Here Again: Reflections of a Libertarian Journalist (1993)
- Nearer My God: An Autobiography of Faith (1997)
- The Lexicon: A Cornucopia of Wonderful Words for the Inquisitive Word Lover (1998)
- Buckley: The Right Word (1998)
- Let Us Talk of Many Things: The Collected Speeches (2001)
- The Fall of the Berlin Wall (2004)
- Miles Gone By: A Literary Autobiography (2004)
- Cancel Your Own Goddam Subscription: Notes and Asides from National Review Magazine (2007)
- Flying High: Remembering Barry Goldwater (2008)
- The Reagan I Knew (2008)